# 阿卜杜·迪乌夫
阿卜杜·迪乌夫（法語：Abdou Diouf，i/ˈɑːbduː diˈuːf/ AHB-doo dee-OOF；1935年9月7日—），塞内加尔第二任总统，著名事迹有平稳上任总统及在2000年塞内加尔总统选举中败给阿卜杜拉耶·瓦德后自愿下台。他也是法语国家及地区国际组织第二任秘书长。

## 早年
迪乌夫生于塞内加尔卢加的一个乔夫家族，母亲是图库洛尔人，父亲是塞雷尔人。小学和中学就读于圣路易法伊德贝高中（Lycée Faidherbe），之后就读于达喀尔大学法律系，其后赴巴黎索邦神学院深造，1959年毕业。

## 政府生涯
毕业后，迪乌夫回到塞内加尔，1960年9月出任国际技术合作主任，11月成为政府秘书长助理，1961年6月晋升国防部秘书长。1961年，他加入塞内加尔进步联盟，之后加入塞内加尔社会主义政党。1961年12月，他担任西尼-塞罗姆地区首长，直到1962年12月出任外交部内阁主任。1963年5月，他担任利奥波德·塞达尔·桑戈尔总统内阁主任，直至1965年2月。1964年1月，他担任总统秘书长，到1968年3月成为计划和工业部长，1970年2月被提名为总理。
1970年，桑戈尔被恢复总理职务，他把职位交给了门生迪乌夫。桑戈尔信任迪乌夫，认为他具备行政经验，私下没有独立的权力基础。也因为如此，桑戈尔治下的最后一任总理迪乌夫被指利用职务发动政变。1981年1月日，桑戈尔辞任，支持已成为总统的迪乌夫。
迪乌夫于1983年举行总统选举，继续桑戈尔启动的政治自由化进程。他扩大桑戈尔时代的4个名额，允许14个在野党参与竞选。此法的实际效果是分散反对党声音，使得迪乌夫以83.5％的票数获胜。
1985年，反对党意图组建联盟，但因宪法禁止结盟而解散。同年，迪乌夫最大的政治对手阿卜杜拉耶·瓦德因非法示威被临时逮捕。
1988年2月举行的又一次选举中，迪乌夫以72.3%的票数击败25.8%票数的韦德，反对党指控其操纵选举。之后国家出现骚乱，迪乌夫宣布紧急状态，同时再次拘捕韦德，直到同年5月。
1981年12月12日，迪乌夫治下的塞内加尔同意与邻国冈比亚结成邦联国塞内冈比亚，次年2月1日生效。1989年4月，毛里塔尼亚-塞内加尔边境战争爆发，种族暴力爆发，两国外交关系恶化。由于地区持续动荡，塞内冈比亚瓦解。
1986年，迪乌夫预感到艾滋病会爆发，率先在塞内加尔启动防治计划。他利用媒体和学校普及安全性行为信息，要求妓女注册。他也鼓励公民组织及基督徒和穆斯林宗教群体领导人参与艾滋病知识宣传。结果艾滋病在非洲大部分地区爆发时，塞内加尔的感染率仅为2%以下。
1993年2月，迪乌夫凭借58%的票数成功连任7年，1991年总理任期延长两年。2000年选举第一轮中，他凭借41.3%的票数战胜获得30.1%票数的长期反对派领导人阿卜杜拉耶·瓦德。但到了第二轮，他仅获得41.5%，输给了58.5%的韦德。4月1日，迪乌夫承认落败，将职位让给对手。
这次选举失败是迪乌夫对非洲和平的最大贡献，因为他优雅地将权力移交给了他的长期对手阿卜杜拉耶·韦德。迪乌夫离任后，韦德甚至说他和平交出权力，应该获得诺贝尔和平奖。

## 党魁
桑戈尔执政期间，迪乌夫担任社会主义党副秘书长，1981年党改组时晋升秘书长。1996年，该党在其第十三届大会中重组，迪乌夫荣升党主席，而奥斯曼·塔诺尔·迪恩经迪乌夫推举，成为第一秘书。

## 国际组织
迪乌夫出任总统期间及辞职后，一直活跃于国际组织。他应法国总统弗朗索瓦·密特朗的私人请求，于1985年到1986年担任非洲统一组织主席，结果法国极力支持制裁南非。1992年，他再度出任统一组织主席，为期一年。他还帮助建立了戈里研究所。
离任塞内加尔总统后，在2002年10月20日于贝鲁特举行地法语国家及地区国际组织第9届峰会上，他获与会代表一致同意，当选组织秘书长。此前他唯一的对手、刚果共和国的亨利·洛佩斯退出。迪乌夫于2003年1月1日就任。在2006年9月布加勒斯特组织峰会上，他连任秘书长，为期四年。
迪乌夫是塞尔吉奥·维埃拉·德梅洛基金会知名会员。
自从前法国总统雅克·希拉克创立基金会以来，他一直是该组织的荣誉委员。他还是国际打击网络威胁多边伙伴关系（International Multilateral Partnership Against Cyber Threats）国际咨询委员会委员。此外，他也是无国界记者信息与民主委员会25位主要人物之一。